# Station Bruchsal
Station Bruchsal is een spoorwegstation in de Duitse plaats Bruchsal. Het station werd in 1843 geopend aan de Baden-Kurpfalz-Bahn (deel van de Rheintalbahn).   